# Samhällskollaps
En samhällskollaps är när ett komplext samhälle bryter samman. Detta kan ske relativt snabbt och abrupt, såsom i fallet med mayakulturen, eller mer gradvis såsom skedde med det romerska riket.
Studiet av samhällen som kollapsar kan ske inom discipliner såsom historia, antropologi, sociologi, statsvetenskap, och på senare tid komplexitetsteori.

## Orsaker till kollaps
Vanliga orsaker som kan bidra till att ett samhälle kollapsar är ekonomiska, miljöförstöring, sociala och kulturella. Störningar inom ett område fortplantar sig ofta till ett annat. I vissa fall har naturkatastrofer (såsom tsunamier, Jordbävningningar, stora bränder eller klimatförändringar) lett vidare till att ett samhälle kollapsat.
Andra faktorer såsom malthusiansk katastrof, överbefolkning, eller överutnyttjande av resurser kan vara utlösande faktorer till kollaps. Sociala orättvisor kan tillsammans med en brist på lojalitet till de etablerade politiska institutionerna leda till att en lägre klass tar makten från en mindre välbärgad elit i en revolution. Mångfalden i hur samhällen utvecklas motsvaras av en mångfald i hur de går under. Jarred Diamond för också fram att samhällen har kollapsat på grund av avskogning, försämringar av odlingsjorden, handelshinder och/eller våld.

### Invasion utifrån
Det romerska rikets nedgång och fall är en av de händelser som brukar markera slutet av antiken och början på den europeiska medeltiden. Under 400-talet föll rikets territorier i västeuropa och nordvästafrika till olika invaderande eller inhemska folkgrupper i vad som ibland barbarernas invasion. Även om den östra delen överlevde i stort sett intakt i två till århundraden. Det synsättet på det romerska rikets kollaps är dock omdiskuterad, vissa moderna historiker ser det som att Västrom bara övergick till barbarrikerna när Västromerska kejsare delegerade sig själva bort från makten, samtidigt som Östrom övergick i det bysantinska riket.
Nordafrikas folkrika och blomstrande civilisation kollapsade efter att ha gjort slut på sina interna resurser i interna stridigheter och efter att ha blivit attackerade av beduinstammar såsom [Banu Hilal]. Ibn Khaldun noterade att de områden där Banu Hilal härjat helt hade blivit till en torr öken.<.

I det brutala plundrandet som följde mongolinvasionerna, decimerade erövrarna befolkningen i Kina, Ryssland, Mellanöstern, och Centralasien. Timur Lenk förstörde, trots att han blev muslim, många städer, dödade tusentals människor och orsakade irreparabel skada på de antika bevattningssystemen i Mesopotamien. Dessa invasioner gjorde att ett bofast samhälle förändrades till ett nomadiserande.
Möten mellan europeiska erövrare och infödda invånare i andra delar av världen ledde ofta till lokala epidemier av förödande styrka. Smittkoppor härjade i Mexiko på 1520-talet och dödade 150 000 personer bara i Tenochtitlán, inklusive kungen. Och sjukdomen härjade på 1930-talet i Peru, vilket hjälpte erövrarna. Det finns uppskattningar som säger att upp till 95 % av dödligheten i den infödda befolkningen i den nya världen orsakades sjukdomar från den gamla världen. Det finns dock ny forskning som säger att tuberkulos från sälar och sjölejon spelade en stor roll. Besmittade material fanns i lasten när de första européerna bosatte sig i Australien och tre år senare spred sig en smittkoppsepidemi över kontinenten.
Många infödda kulturer världen över har kollapsat på grund av europeisk imperialism, särskilt i områden då europeiska nybyggare tillskansade sig mark på de inföddas bekostnad, såsom i Latinamerika, Nordamerika och Australasien. Konsekvenserna av detta tillskansande kan fortfarande ses i de många problem som infödda grupper brottas med, såsom alkoholism, problem med rättsväsendet, självmord och våldsam brottslighet.

### Låga födelsetal
Den grekiske historikern Polybius lade i sitt verk Historier” skulden för nedgången i den hellenistiska civilisationen på låga födelsetal.

I vår tid har hela Grekland hemsökts av en brist på barn och en allmän nedgång av folkmängden, och därför blev städerna tömda på invånare och en minskade produktivitet blev resultatet, trots att det inte rådde några långvariga krig eller farsoter hemsökt oss... För detta onda växte snabbt och utan att dra till sig någon uppmärksamhet, genom att hellenerna blev fördärvade av en passion för nöjen, pengar och lättja. Och de vill icke mer ingå äktenskap och om de gör det, vill de inte uppfostra flera barn, utan högst ett eller två, för att låta dem uppväxa i välstånd och få ärva en odelad förmögenhet.

I ett tal till den Romerska adeln kommenterade kejsar Augustus de låga födelsetalen hos den romerska överklassen.
Hur ska annars familjer fortsätta? Hur ska vårt gemensamma fädernesarv bevaras om vi varken gifter oss eller får barn? Ni förväntar er väl knappast att några barn ska springa upp från jorden för att möta era gudar och samhällsbestyr, såsom myterna beskriver. Det är varken tillfredsställande för himlen eller ärofullt att vår ras skulle dö ut och våra städer skulle ges upp till främlingar - greker eller till och med barbarer. Vi befriade slavar först och främst för att göra så många fria invånare av dem som möjligt. Vi ger våra allierade del i vårt styre för att vår numerär ska öka, men ni, de ursprungliga romarna, inklusive Quintii, Valerii, Julli, verkar vilja att era familjer och familjenamn ska gå under med er.
Efter att ha grundlagt det romerska riket introducerade Augustus lagstiftning för att öka födelsetalen hos den romerska adeln.